# Sakya, Shigatse
Sakya, även känt som Sa'gya, är ett härad (dzong) som lyder under staden Shigatse i Tibet-regionen i sydvästra Kina.